# Liste der Biografien/Yt
Liste der Biografien |
Portal Biografien |
Personensuche
# |
A |
B |
C |
D |
E |
F |
G |
H |
I |
J |
K |
L |
M |
N |
O |
P |
Q |
R |
S |
T |
U |
V |
W |
X |
Y |
Z |
?
 
Ya |
Yb |
Yc |
Yd |
Ye |
Yf |
Yg |
Yh |
Yi |
Yk |
Yl |
Ym |
Yn |
Yo |
Yp |
Yr |
Ys |
Yt |
Yu |
Yv |
Yw |
Yx |
Yz
Die Liste der Biografien führt alle Personen auf, die in der deutschsprachigen Wikipedia einen Artikel haben. Dieses ist eine Teilliste mit 9 Einträgen von Personen, deren Namen mit den Buchstaben „Yt“ beginnt.

## Yt

### Ytt
- Ytteborg, Christian Fredrik (1833–1865), norwegischer Landschafts- und Historienmaler der Düsseldorfer Schule
- Ytterbom, Lars (* 1960), schwedischer Fußballspieler
- Yttereng, Hanna (* 1991), norwegische Handballspielerin
- Yttergren, Leif (* 1956), schwedischer Basketballspieler und Sporthistoriker
- Ytterhorn, Inger-Marie (1941–2021), norwegische Politikerin, Mitglied des Storting
- Ytterstedt, Xenia (* 1990), deutsche Schauspielerin und Dramaturgin
- Yttri, Andy (1958–1993), US-amerikanischer Konzeptkünstler

### Ytu
- Yturbe, Víctor (1926–1987), mexikanischer Sänger
- Yturriaga Barberán, José Antonio de (* 1936), spanischer Jurist und Diplomat